# منطقة تبلنه
منطقة تبلنه (بالألبانية: Rrethi i Tepelenës) هي واحدة من ستة وثلاثين منطقة تقع في ألبانيا وهي جزء من مقاطعة غيروكاستر.[بحاجة لمصدر]